# Hymn to St Cecilia
Hymn to St Cecilia ook wel Song for St Cecilia is een compositie van Benjamin Britten. Het is een toonzetting van het gedicht (Three songs for St. Cecilia’s Day, later Anthem for St. Cecilia’s Day) van W.H. Auden, een vriend van de componist.
Britten had een speciale band met St Cecilia. Hij is geboren op de naamdag van Cecilia (22 november), Sint Cecilia is de beschermheilige van de muziek en (zeker in Engeland) was er een lange traditie in het schrijven van hymnes voor deze heilige. John Dryden, Henry Purcell, Charles Hubert Parry en Georg Friedrich Händel gingen hem voor, Herbert Howells zou hem nog volgen.
Britten had het er niet gemakkelijk mee. Op 19 januari 1935 schreef hij al in zijn dagboek, dat hij ideeën had opgevat voor dit werk. Op de 25e moest hij constateren dat het maar niet opschoot, hij had wel een schema in zijn hoofd, maar noch tekst noch een noot op papier. Hij hield ermee op, maar besprak het wel met W.H.Auden. Samen pakten ze het weer op in 1940, maar Britten reisde tot veelal naar de Verenigde Staten en het kwam niet van de grond. In juni 1941, vlak voordat hij (tijdelijk) terugkeerde naar Engeland begon hij er opnieuw aan. Maar Britten had pech, bij het inschepen begin 1942 dachten de douaniers dat het wellicht een geheimschrift was (Britten was overtuigd pacifist) en namen het in beslag. Dat overkwam ook zijn klarinetconcert. Aan boord van MS Axel Johnson begon Britten opnieuw en op 2 april 1942 voltooide de componist het. De levensgezel van Britten, tenor Peter Pears zei in 1980 dat het werk wellicht een afscheid was van Auden, de samenwerking wilde in 1942 niet meer vlotten.
Het elf minuten durende werk valt in zes secties (3x combinatie strofe, refrein) uiteen. De eerste strofe/sectie vertoont gelijkenis met het refrein. De tweede sectie kan gezien worden als een scherzo. Het derde deel laat de solisten tegen het koor in zingen (traditioneel bij hymne voor Cecilia).
Het werk is vijfstemmig (SSATB) a capella: 2 stemmen sopranen, alten, tenor en baritons met in iedere stem een solist. Een eerste versie is geschreven voor juist vijf stemmen (vocaal kwintet) en Peter Pears zong daarin. De BBC Singers waren de eerste zangers, die het publiekelijk zongen, uiteraard op 22 november 1942.

## Discografie
Het is talloze keren opgenomen, meestal bedoeld voor de Britse markt.